# Gordiejewka (obwód kurski)
Gordiejewka (ros. Гордеевка) – wieś (ros. село, trb. sieło) w zachodniej Rosji, w sielsowiecie wiktorowskim rejonu korieniewskiego w obwodzie kurskim.

## Geografia
Miejscowość położona jest nad rzeką Blachowiec przy granicy z Ukrainą, 2,5 km od centrum administracyjnego sielsowietu wiktorowskiego (Wiktorowka), 22,5 km od centrum administracyjnego rejonu (Korieniewo), 108 km od Kurska.

## Demografia
W 2010 r. miejscowość zamieszkiwało 138 osób.